# 사우드 빈 압둘라흐만 스타디움
사우드 빈 압둘라흐만 알타니 스타디움(아랍어: ملعب سعود بن عبدالرحمن, 영어: Saoud bin Abdul Rahman Al-Thani Stadium) 또는 알와크라 스타디움은 카타르, 알와크라에 있는 다목적 경기장이다. 현재 주로 축구 경기장으로 이용되며 알와크라 SC의 홈구장으로 사용된다. 이 경기장은 수용 인원은 12,000명이다.

## 기록

### 2020년 하계 올림픽 축구 여자 아시아 지역 2차 예선
| 날짜           | 팀 1          | 스코어 | 팀 2       | 라운드 |
| -------------- | ------------- | ------ | ---------- | ------ |
| 2019년 4월 3일 | 중화 타이베이 | 3 - 0  | 팔레스타인 | C조    |
| 2019년 4월 6일 | 팔레스타인    | 0 - 9  | 이란       | C조    |
| 2019년 4월 9일 | 필리핀        | 7 - 0  | 팔레스타인 | C조    |